# 式典

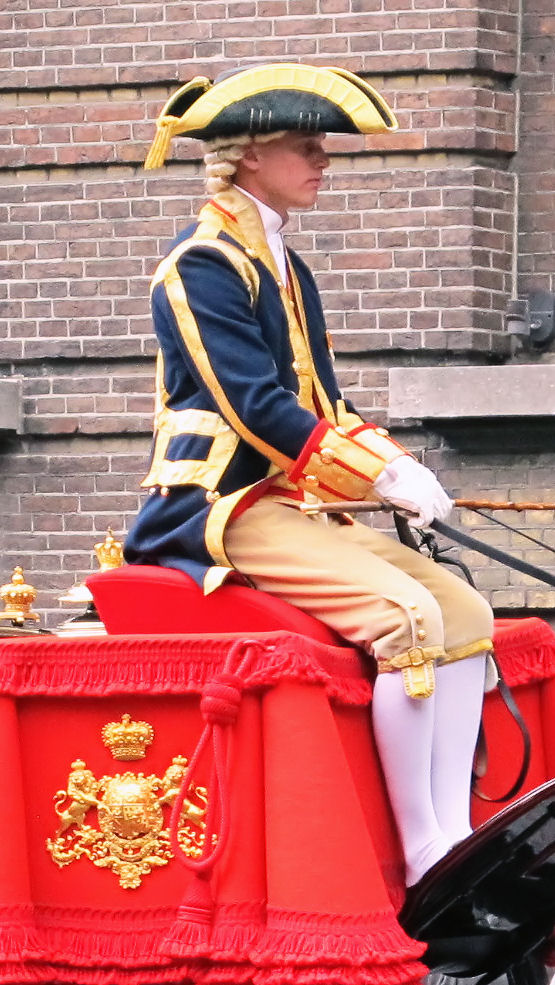
王子の日になされるオランダ王室の式典

式典（しきてん、英: ceremony）は、特別な機会に行われ、大抵は多数の芸術的な要素から成る趣意を持った、一連の儀式的な催しである。
ceremony の語はエトルリア語に起源があるとされ、ラテン語の「caerimonia 」を経由している。

## 教会と市民（世俗）の式典
ダリー・メッセンジャーとアラン・ド・ボトンによると、大半の西洋諸国における教会と市民の双方の式典で言明されるその価値と理想は、一般に類似している。その違いは、メッセンジャーが呼ぶところの「超自然的な基盤」、ド・ボトンでは「信じ難き超自然的な要素」にある。
大半の教会と宗教は、例えば神々により授けられたその付加的な利点を主張している。ローマ・カトリックでは、ミサ式での聖別の言葉を通じて神自らが祭壇に現れると信じられている。
教会と市民の双方の式典は、全ての式典が得ようとする強力な心理的・社会的・文化的影響力を分け合っている。演奏される音楽の様式、用いられる言葉や、その他の要素や構造は、当然異なる。

### 共有される伝統

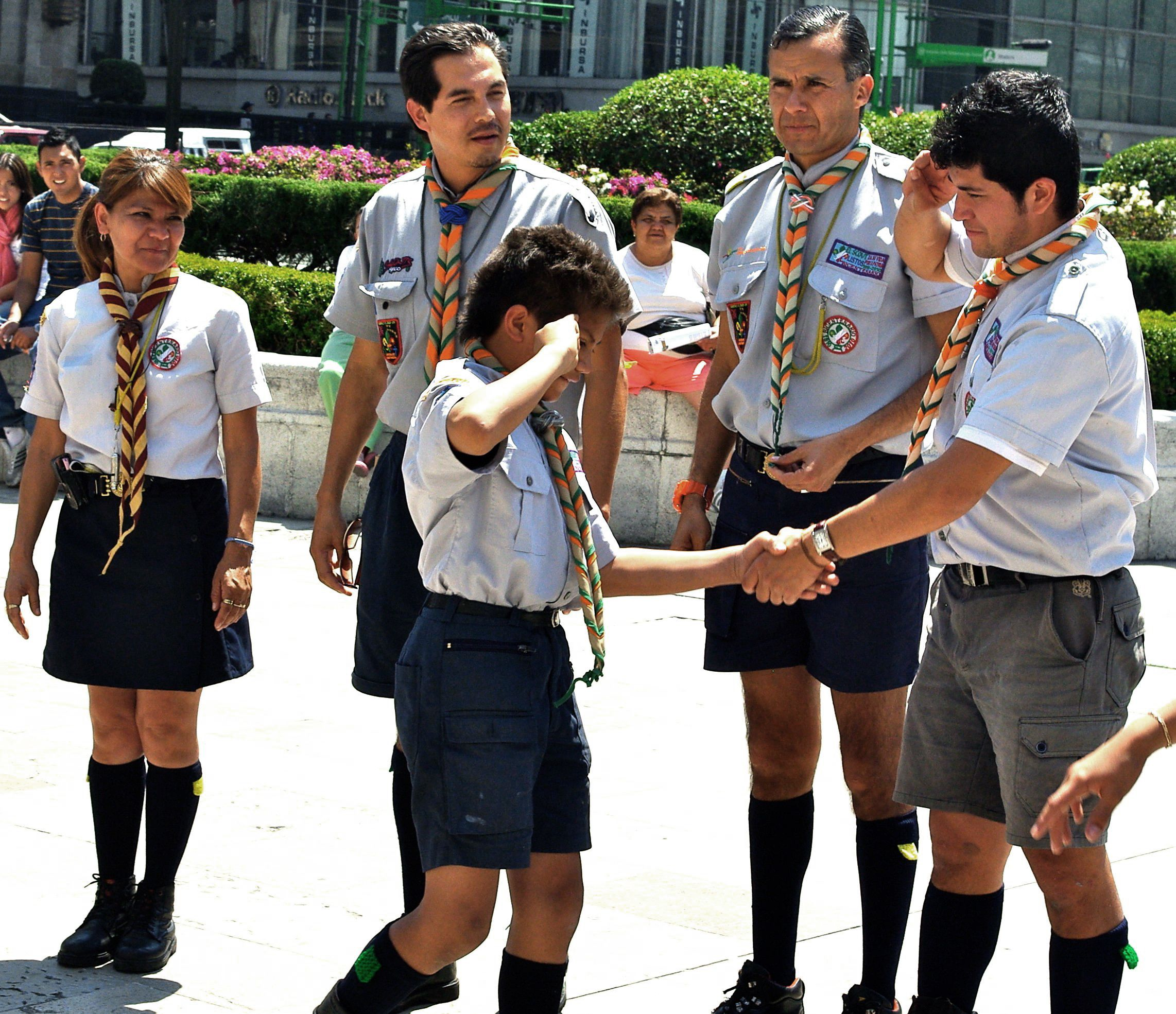
スカウティングに入る少年を歓迎するリーダー達、2010年三月、メキシコシティ。

エドワード・スヒレベークスが結婚式について書いている通り、西洋世界における教会と市民の双方の式典には、驚くべき数の古代からの伝統的要素がある。主要な諸式典はキリスト教以前のローマとギリシアの時代に始まり、その慣習は幾世紀も続いてきた。例えば結婚式においては、キリスト教以前のローマ時代からの、ベストマンとブライズメイド、行進、誓約書の署名、指輪の交換、ウェディングケーキまでもが受け継がれている。